# فاطمة بارا
فاطمة بارا (من مواليد 21 فبراير 1990)؛ هي لاعبة كرة قدم جزائرية دولية تلعب في مركز المدافع في المنتخب النسوي الجزائري لكرة القدم . مثلت الجزائر في كأس الأمم الأفريقية للسيدات 2018.